# Związek Robotników Budowy Maszyn i Metalowców
Związek Robotników Budowy Maszyn i Metalowców – pierwszy związek zawodowy jaki powstał w Poznaniu. Założono go w kwietniu 1870, jako pokłosie pierwszych w Poznaniu strajków w 1869. 
Organizacja związkowa założona została przez działaczy nurtu ugodowego i antyrewolucyjnego. Zakładała powolną poprawę położenia klasy robotniczej bez konieczności zmiany istniejących stosunków społecznych. Członkami związku zostało około stu robotników, zarówno narodowości polskiej, jak i niemieckiej, głównie zatrudnionych w fabrykach sektora maszynowego - u Cegielskiego i Moegelina.